# Jan Davis
Nancy Jan Davis (Cocoa Beach, 1 de novembro de 1953) é uma astronauta norte-americana, veterana de três missões espaciais.
Formada em biologia aplicada pelo Instituto de Tecnologia da Geórgia e em engenharia mecânica pela Universidade de Auburn em 1977, concluiu mestrado e doutorado em engenharia mecânica na Universidade do Alabama em 1985. Depois de sua graduação em Auburn, Jan trabalhou na Texaco na área de engenharia de petróleo e deixou a empresa em 1979 para trabalhar na NASA como engenheira aeroespacial. Em 1986, foi nomeada líder da Divisão de Análise de Estruturas, responsável pela verificação e análise estrutural do telescópio espacial Hubble.

## Astronauta
Davis foi selecionada como astronauta em 1987, trabalhando inicialmente em terra, no suporte técnico do compartimento de carga do ônibus espacial, passando depois a servir como CAPCOM (controladora de voo em terra) por sete missões do programa.
Seu primeiro voo espacial foi em 12 de setembro de 1992, na STS-47 Endeavour, a 50ª missão dos ônibus espaciais, que levou o Spacelab a bordo, numa cooperação científica entre os Estados Unidos e o Japão, e onde foram realizadas cerca de 43 experiências em biologia e processamento de materiais, durante oito dias.
Em fevereiro de 1994, realizou sua segunda missão espacial, na STS-60 Discovery, o segundo voo do Spacehab (módulo de habitação espacial) e o primeiro do Wake Shield Facility. Este foi o primeiro voo em que um cosmonauta russo - Sergei Krikalev - participou de uma missão no ônibus espacial. Suas principais tarefas durante os oito dias da missão foram manobrar o WSF, fazer experiências com películas de cristais e outras de natureza diversa no Spacehab. 
Três anos depois, em agosto de 1997, ela fez sua última viagem ao espaço, como comandante de carga da STS-85 Discovery. Durante doze dias, Davis coordenou o lançamento e recolhimento de cargas tecnológicas diversas, eoperou o braço robótico japonês da espaçonave. A missão também incluiu diversas outras cargas científicas levadas para estudos de astronomia, biologia, geociências e ciência dos materiais.
Após seu último voo, ela continuou trabalhando na NASA, em terra, em posições de diretoria de departamentos técnicos. Após o acidente com a nave Challenger, em 1986, Davis foi nomeada chefe do Departamento de Garantia e Segurança de Missão, ficando responsável pela liberação final para os ônibus espaciais voltarem a voar. Deixou a NASA em 2005 para assumir uma posição na iniciativa privada, como vice-presidente de uma multinacional de engenharia e construção, a Jacobs Engineering Group.